# Koszyce Wielkie
Koszyce Wielkie – wieś w Polsce położona w województwie małopolskim, w powiecie tarnowskim, w gminie Tarnów. W latach 1975–1998 miejscowość administracyjnie należała do województwa tarnowskiego.
Odnaleziona najstarsza pieczęć wiejska z 1909 przedstawia kosz wypełniony kwiatami, napis w otoku: „Gmina Koszice Wielkie”.
Podczas poszukiwań naftowych w otworach wiertniczych znaleziono sole kamienne na głębokości poniżej 1000 m.

## Toponimia
Nazwa wsi pochodzi od wyplatanych przez mieszkańców wiklinowych koszyków, co potwierdza pieczęć wiejska przedstawiająca niewielki koszyk z kwiatami. Pierwotnie nosiły nazwę Koszyce. Przymiotnik 'Wielkie' dodano dla odróżnienia od sąsiedniej, młodszej Woli Koszyckiej, zwanej później Koszyczkami a następnie Koszycami Małymi. Integralne części wsi: Bachówki, Borki, Brzezinki, Dół, Działy, Łękawa, Paluchty ("pałuki" to mokre łąki), Pałąkty, Piskorne, Pod Czworakami, Saratówka, Ścieżki.

## Historia
Na terenie wsi odnaleziono ślady osadnictwa z okresu neolitu, epoki brązu, kultury przeworskiej z okresu wpływów rzymskich i średniowiecza. Pierwsza wzmianka o wsi pochodzi z lat 1358–1362, kiedy to sąd krakowski rozgraniczał wyspę na rzece Biała. Osada ta pierwotnie wchodziła w skład parafii w Zbylitowskiej Górze. W dokumentach z 1361 roku wymieniony jest pierwszy znany właściciel miejscowych dóbr Wincenty z Koszyc, przedstawiciel późniejszego rodu Rokoszów herbu Ostoja. W 1536 roku we wsi był dwór, folwark, dziesięć stawów rybnych, karczma, most i młyn na Białej, siedmiu kmieci oraz pięciu zagrodników. W 1581 roku Koszyce Wielkie należały ciągle do rodziny Rokoszów. Właścicielką była wówczas Anna Rokoszowa. W 1635 Koszyce Małe i Koszyce Wielkie należały do Stanisława Jordana z Zakliczyna.
W czasie III wojny północnej ok. 1710 wojska rosyjskie w odwecie za zabicie jednego z żołnierzy zrabowały Koszyce Wielkie i Koszyce Małe. Na początku XVIII w. Stanisław Łętowski nabył od rodziny Jordanów wsie Koszyce i Koszyczki pod Tarnowem. W latach 1753–1778 20 tys. zł przeznaczone na utrzymanie tzw. kolonii akademickiej w Tarnowie zabezpieczone było na Koszycach Wielkich, Koszycach Małych i Woli Ostrębowskiej.

### Czasy rozbiorowe

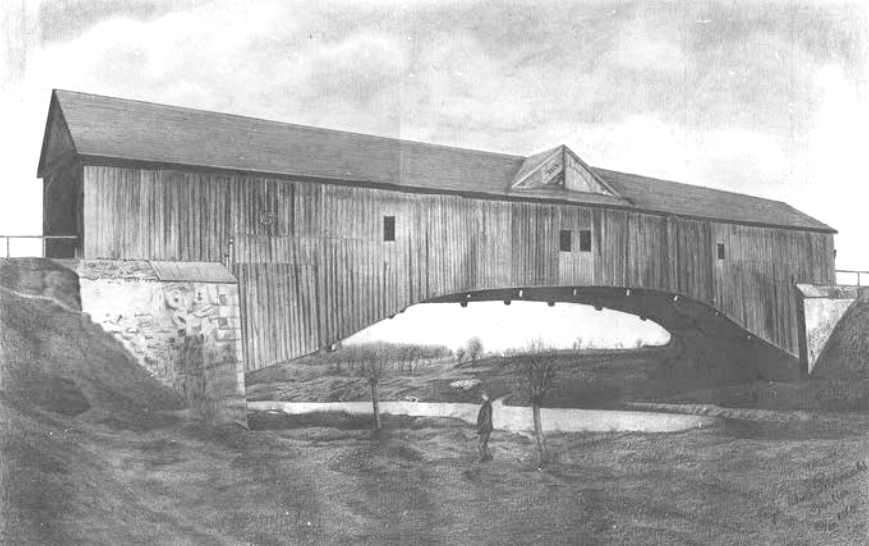
Wybudowany w 1780 roku most "na Biale" spalony przez wojska austriackie w 1914.

W 1780 roku pod kierownictwem inż. Jana Grossa wybudowano nowy, kryty most rządowy na Białej w przebiegu traktu zwanego środkowo-galicyjskim lub cesarskim. Posiadał on murowane przyczółki i drewnianą konstrukcję.

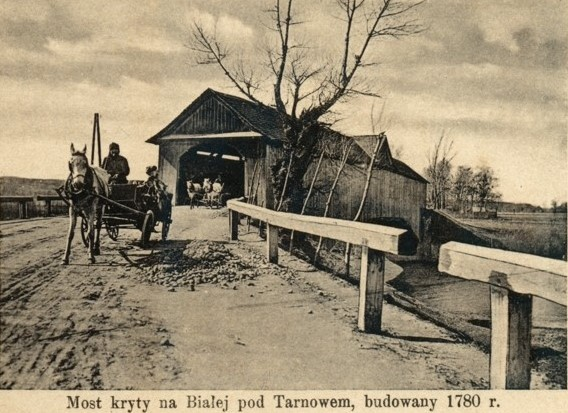
Most na rzece Biała. Koszyce Wielkie. Pocztówka z obiegu. Początek XX w.
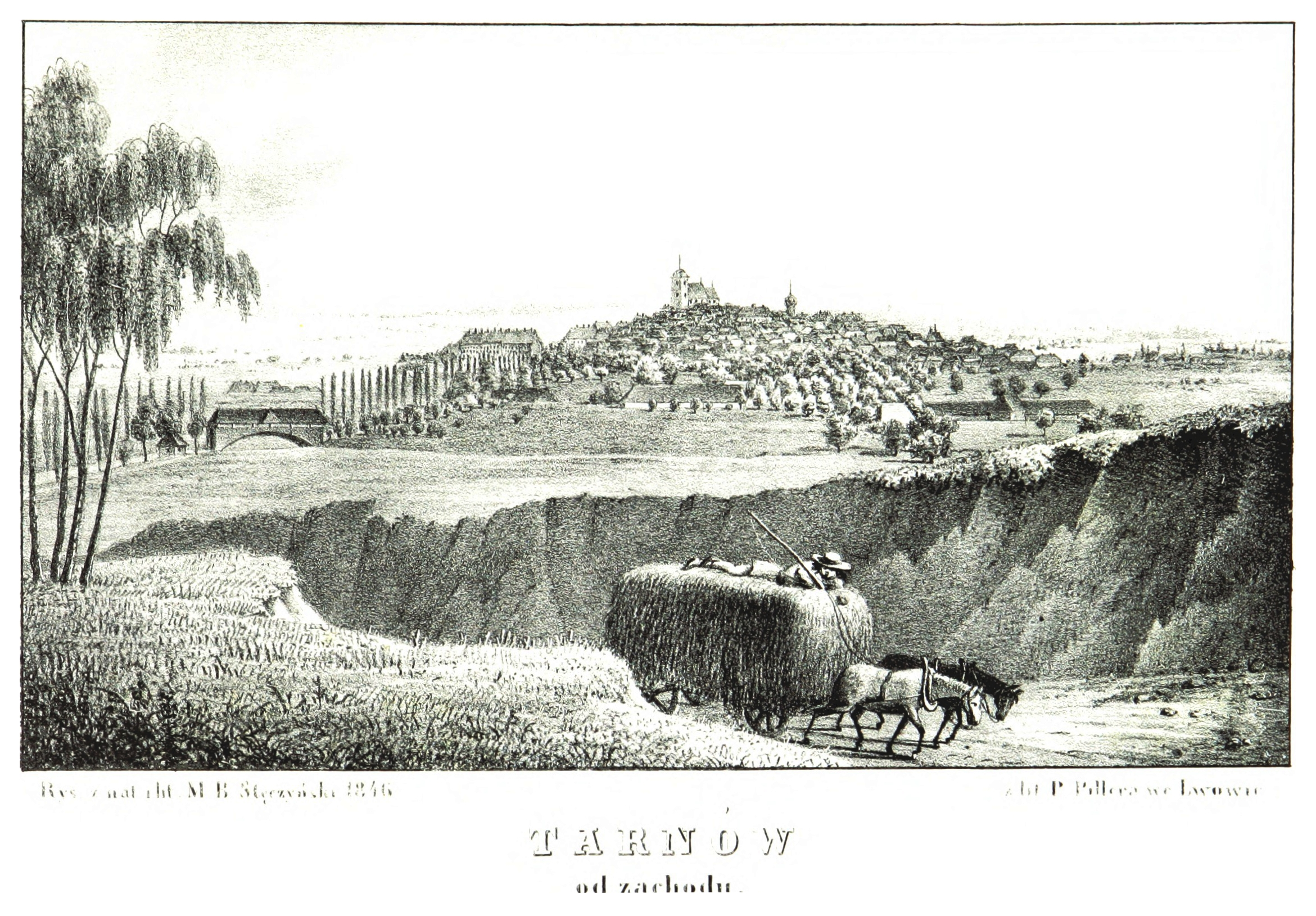
1846 r. Widok z Koszyckiego Wzgórza. Po lewej należący wówczas do Koszyc Wielkich „most na Biale”, po prawej Tarnów.
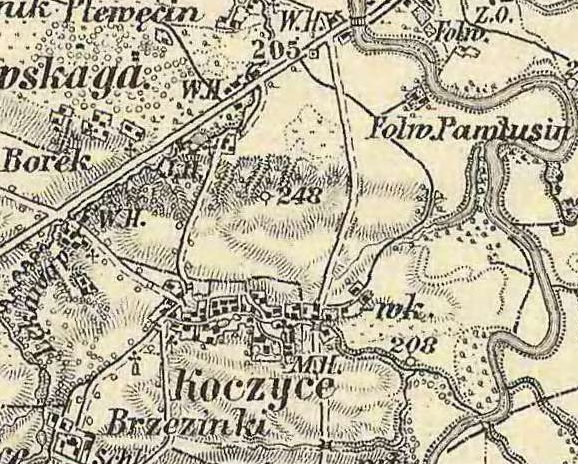
Mapa z ok. 1880r Koszyce Wielkie z folwarkami Brzezinki i Pawlusin dawniej zwany Rędzina. W.H. oznacza Wirtshaus, czyli karczmę.
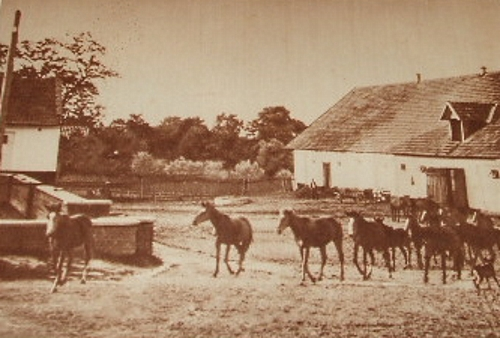
Koszyce Wielkie. Fragment folwarku Sanguszków. 1929 r.
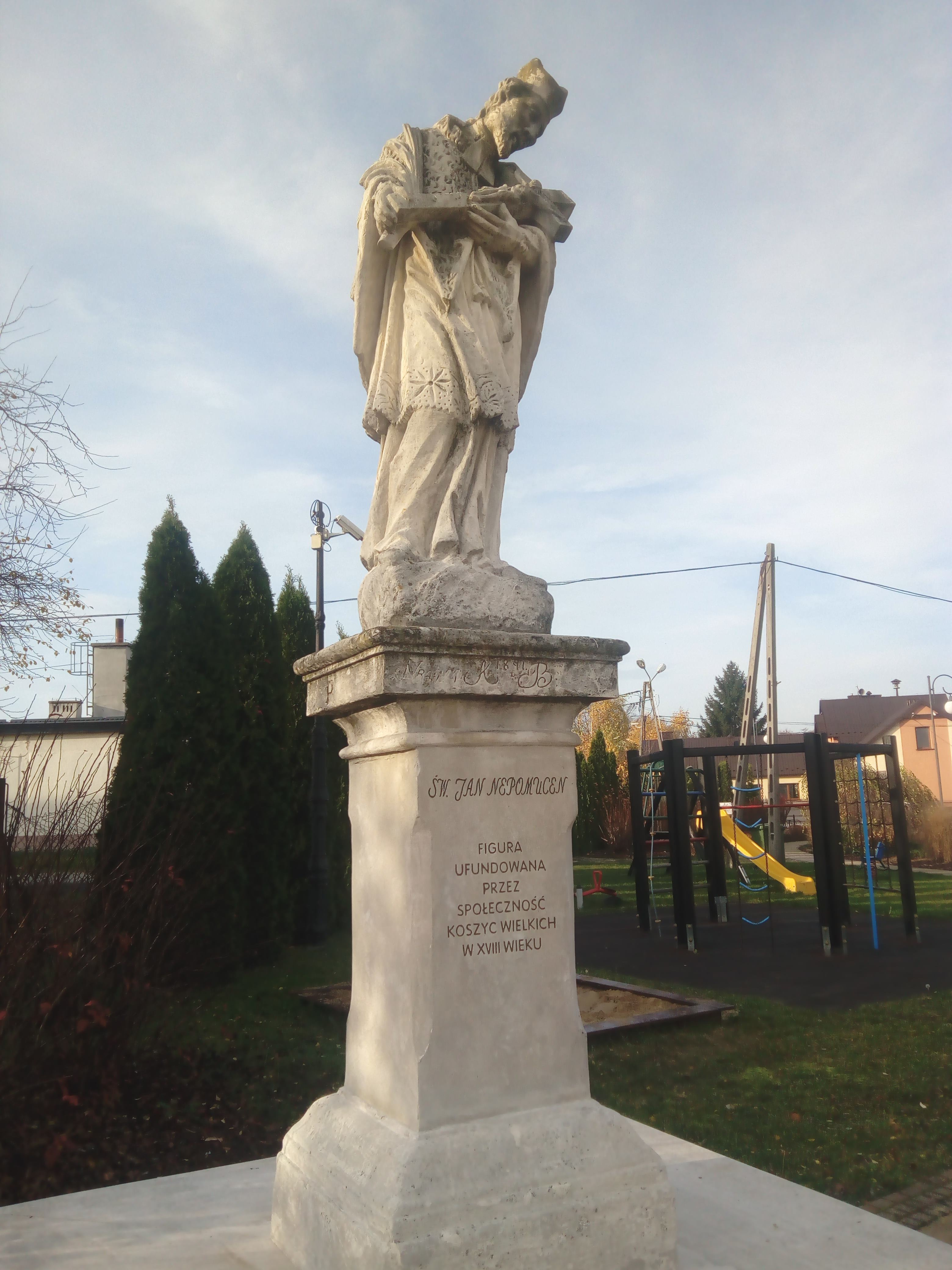
Figura Nepomucena z XVIII wieku

W 1827 właścicielem Koszyc Wielkich był Jan Gniewosz. W 1830 roku wieś wymieniana była już jako część latyfundium Sanguszków i należała do księcia Władysława Sanguszki. W 1835 roku w miejscowości spędzili wspólnie kilka tygodni spiskowcy Seweryn Goszczyński i Szymon Konarski. Z 1846 roku pochodzi szkic „Tarnów od zachodu” ręki Macieja Stęczyńskiego. Rysunek ten wykonany mniej więcej z okolicy obecnego kościoła obejmuje most na Białej należący jeszcze wówczas do Koszyc Wielkich. Według Słownika geograficznego Królestwa polskiego w 1883 roku wieś liczyła 566 mieszkańców i posiadała kasę pożyczkową. W Koszycach Wielkich a później na terenie włączonym do Tarnowa funkcjonowała tzw. „Czerwona Karczma”, od niej właśnie wzięła nazwę ul. Czerwona w Tarnowie.
13 września 1883 roku „C.K. sąd obwodowy jako handlowy w Tarnowie” wpisał do rejestru firmę „A.Schwanenfeld” w Koszycach Wielkich. Ascher Schwanenfeld (zm. 1896) dzierżawił część budynków dworskich gdzie prowadził nagradzaną na targach w Wiedniu i znaną w całych Austro-Węgrzech „fabrykę parową rumu, rosolisów i likierów”, wyrób octu i miodu oraz „rafinerię spirytusu”. Jesienią 1890 roku doszło do zuchwałej kradzieży sejfu z zawartością 20 000 złotych reńskich z tarnowskiego urzędu propinacji. Schwanenfeldowie ukryli łup w Koszycach. W 1912 przeniesiono fabrykę do pobliskiego Tarnowa "do zupełnie nowych i nowożytnie urządzonych budynków".

### I wojna światowa
10 listopada 1914 roku Austriacy wycofując się z Tarnowa przed nacierającą ze wschodu 3 armią rosyjską podpalili 133-letni drewniany most na rzece Białej. „Łuna tego pożaru złowrogo oświetlała zachodni horyzont miasta” wieszcząc zbliżającą się rosyjską okupację. Na nic zdało się spalenie mostu, Moskale przeszli bardzo wygodnym brodem, tuż obok mostu, który jeszcze w dolnych częściach płonął.

### Okres międzywojenny
W okresie międzywojennym planowana była budowa w Koszycach zakładów przemysłowych. Miała być to filia fabryki lokomotyw Fablok z Chrzanowa.
W 1929 z sąsiednich wsi Świerczków i Dąbrówka Infułacka wraz z przysiółkiem Plewęcin oraz fragmentów Kępy Bogumiłowickiej i Koszyc Wielkich utworzono osobną miejscowość i zarazem gminę Mościce.
Jak podawała Polska Agencja Telegraficzna w 1936, w nocy z 19 na 20 lipca przeszła nad Tarnowem i okolicami potężna, kilkugodzinna burza "o nasileniu huraganu". Wiatr zerwał z domów w Koszycach dwa dachy i uszkodził wiele budynków.

## Zabytki
Obiekt wpisany do rejestru zabytków nieruchomych województwa małopolskiego.
- Osada z okresu wpływów rzymskich.

### Współcześnie
W 1951 roku kolejny raz okrojono sołectwo i północną część Koszyc Wielkich włączono tym razem w granice miasta Tarnowa. W 1960 włączono do miasta następną część Koszyc Wielkich i Zbylitowskiej Góry, by w 1972 odrolnić ten teren i utworzyć m.in. osiedle Koszyckie w Tarnowie. W 1997 oddano do użytku południową obwodnicę Tarnowa przecinającą grunta wsi.
W 2002 powstał klub sportowy KS „Koszyce” Koszyce Wielkie, o żółto-czarnych barwach. 18 czerwca 2011 roku otwarto Centrum Wsi w Koszycach Wielkich. Na inwestycję złożyły się parking, niewielki park ze stawem, pomostami i altanami, kryty gontem drewniany przystanek autobusowy wykonany przez cieśli z okolic Zakopanego, odnowiona kapliczka św. Jana Nepomucena oraz brama seklerska będąca podarunkiem od samorządu miejscowości Csíkszentsimon dla miejscowej gminy Tarnów.

Plac Przyjaźni Polsko-Węgierskiej
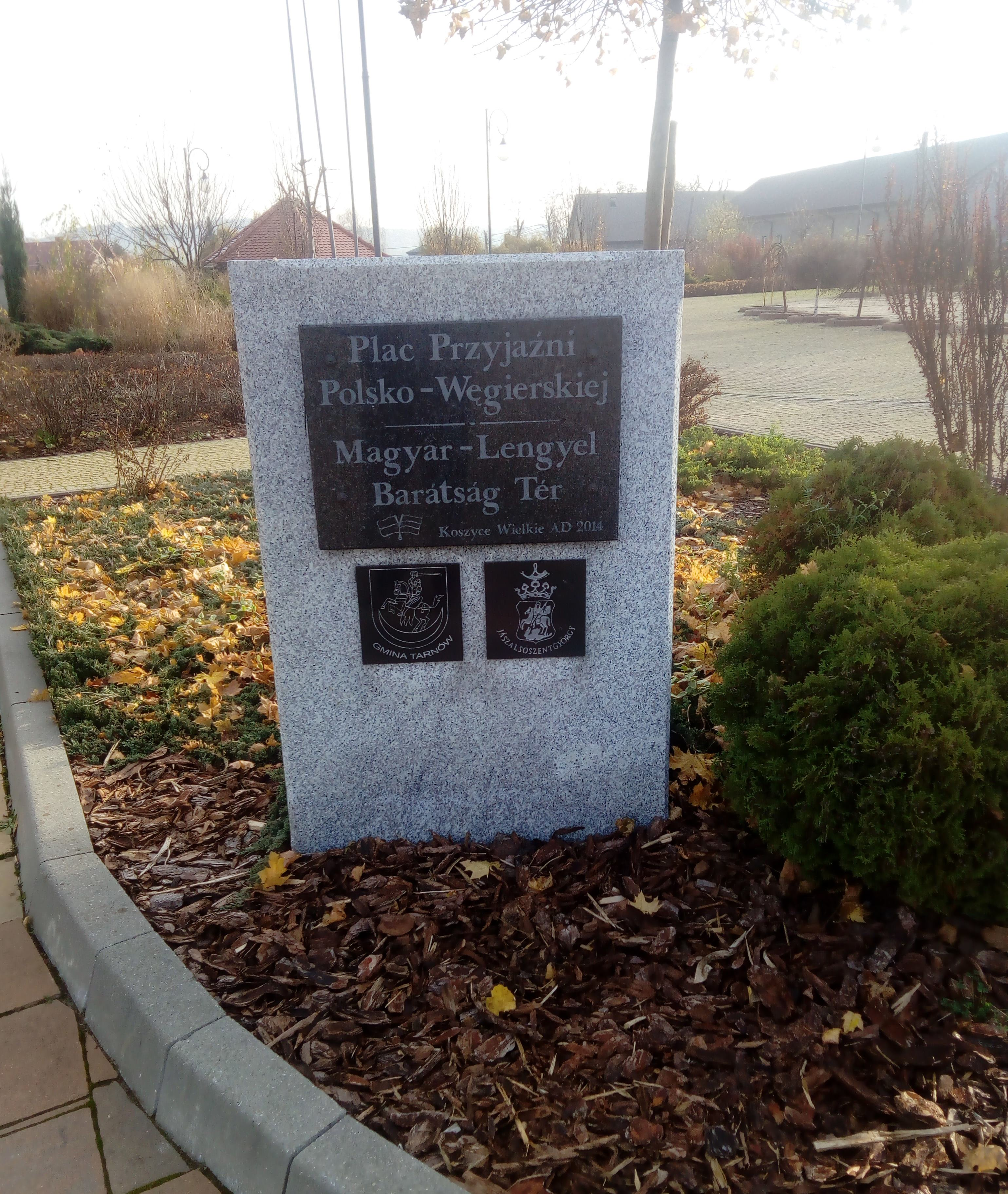
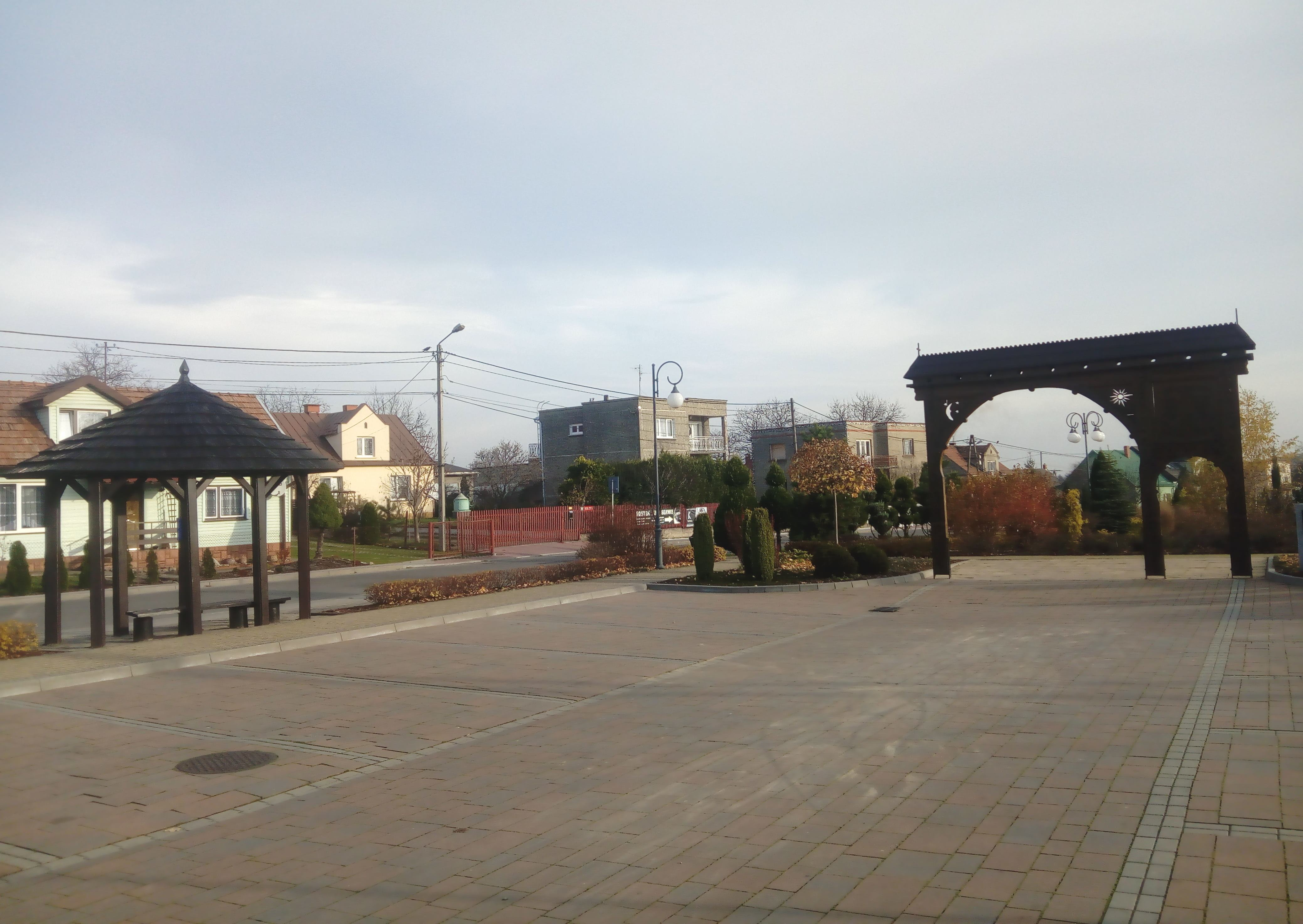
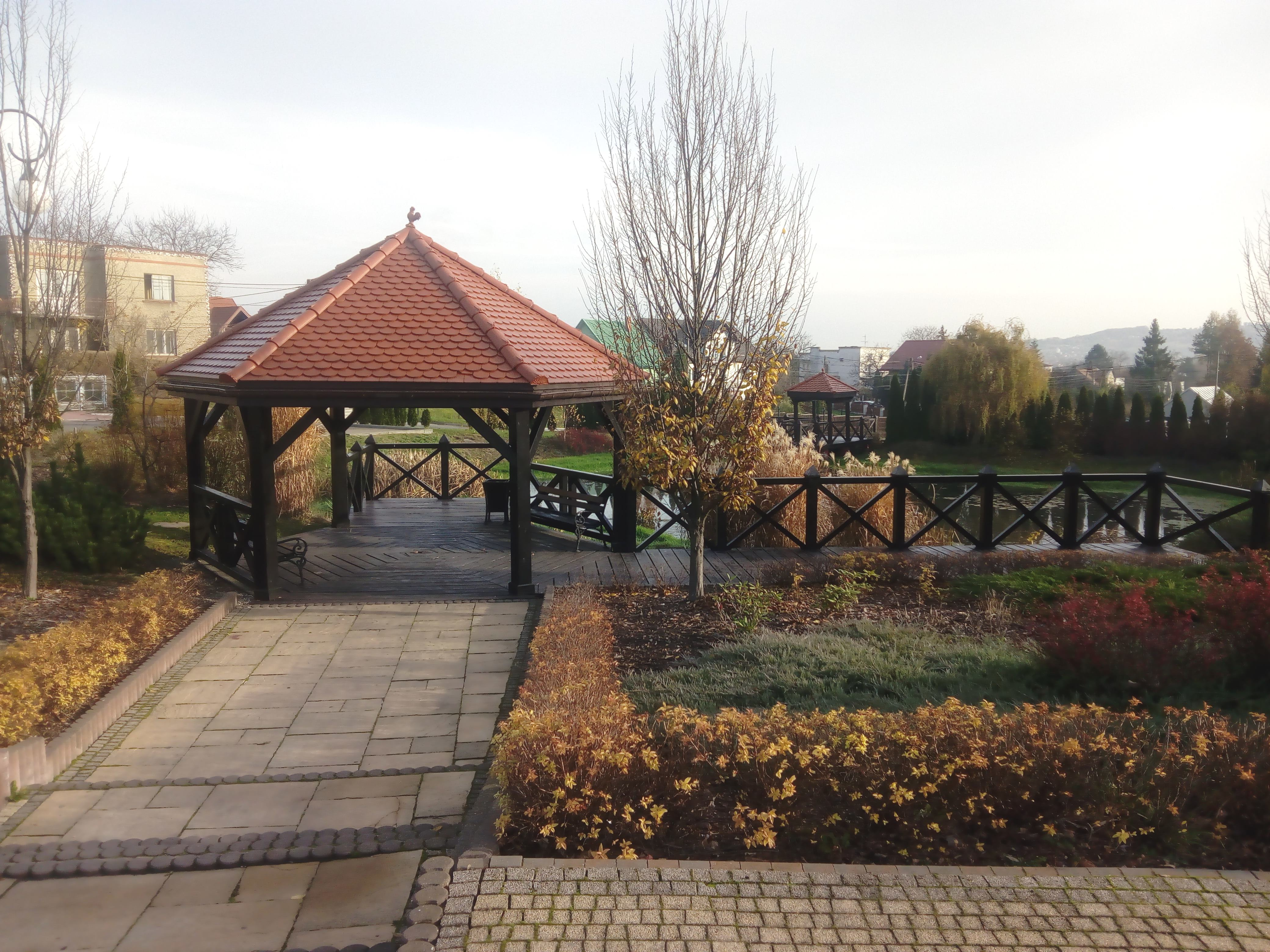

## Szkoła w Koszycach Wielkich
Działalność oświatowa na terenie Koszyc Wielkich datuje się na początek lat 20. XIX w. Po wojnie nauka prowadzona była w zaadaptowanych do tego celu zabudowaniach stajennych Sanguszków, by w roku 1976 przenieść się do obecnej Szkoły Podstawowej. W 2010 roku otwarto halę widowiskowo-sportową przy miejscowej szkole.

## Ochotnicza Straż Pożarna w Koszycach Wielkich

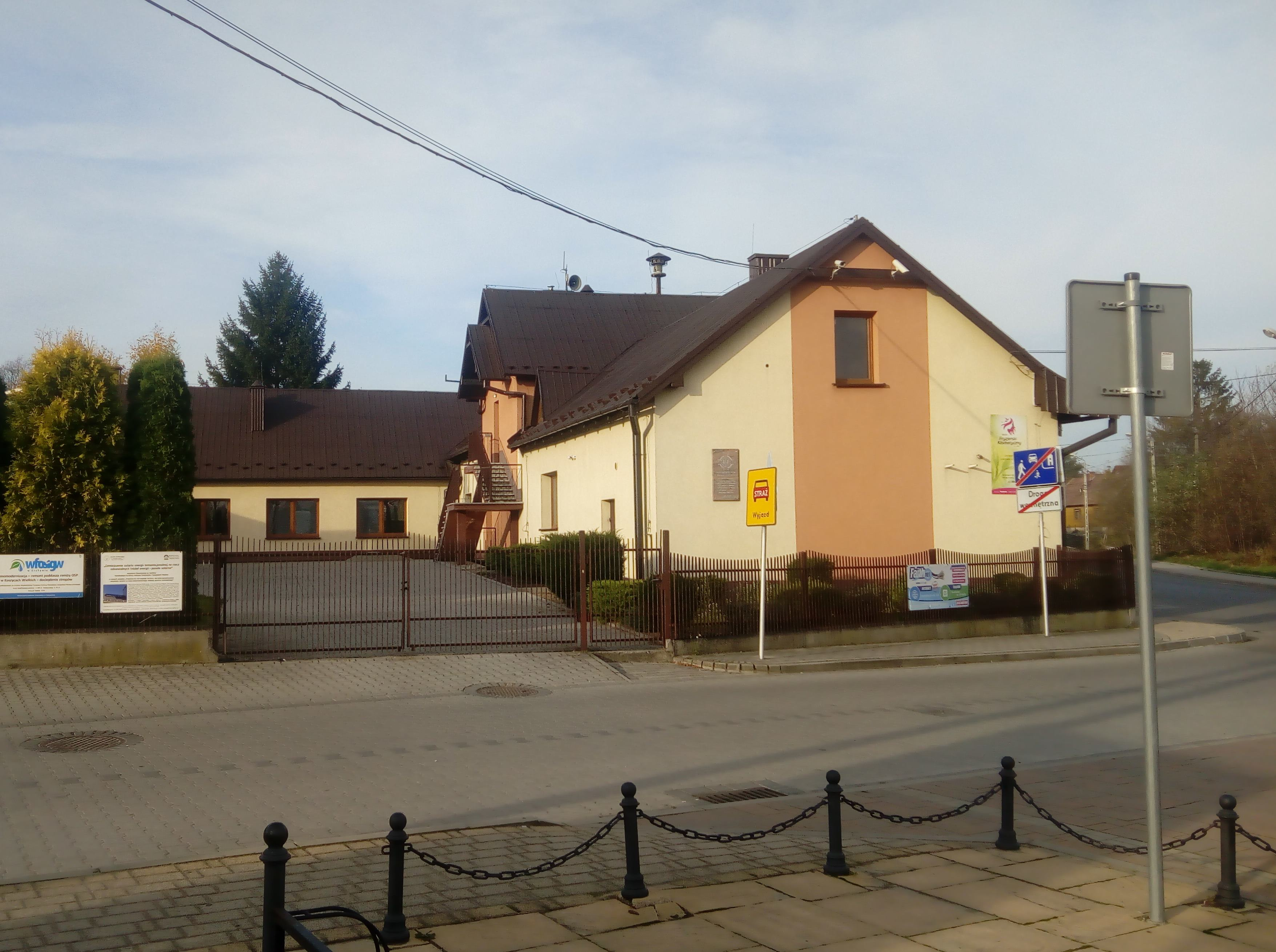
Koszyce Wielkie siedziba OSP

W 1912 roku w miejscowości powstała Ochotnicza Straż Pożarna, której organizatorem był Michał Czernecki. Po 1918 roku, książę Roman Sanguszko zezwolił na wybudowanie obok stawu szopy, w której umieszczono sikawkę i inne sprzęty strażackie. Tak powstała pierwsza remiza w Koszycach Wielkich. Później w zamian za pilnowanie majątku, uzyskano od księcia większy plac pod budowę murowanej już remizy, która po powstaniu była jednocześnie siedzibą strażaków, mieściła się w niej także świetlica wiejska. Po 1945, w wyniku reformy rolnej OSP uzyskało około 100 arów wraz ze stawem, który stanowił zbiornik przeciwpożarowy. W miejscu tym stanęła murowana remiza, którą w 1973 roku rozbudowano. Budynek ten był miejscem spotkań rolników, kół gospodyń wiejskich, zabaw tanecznych oraz występów teatralnych i muzycznych. Mieścił się tam również punkt biblioteczny.

## Parafia w Koszycach Wielkich

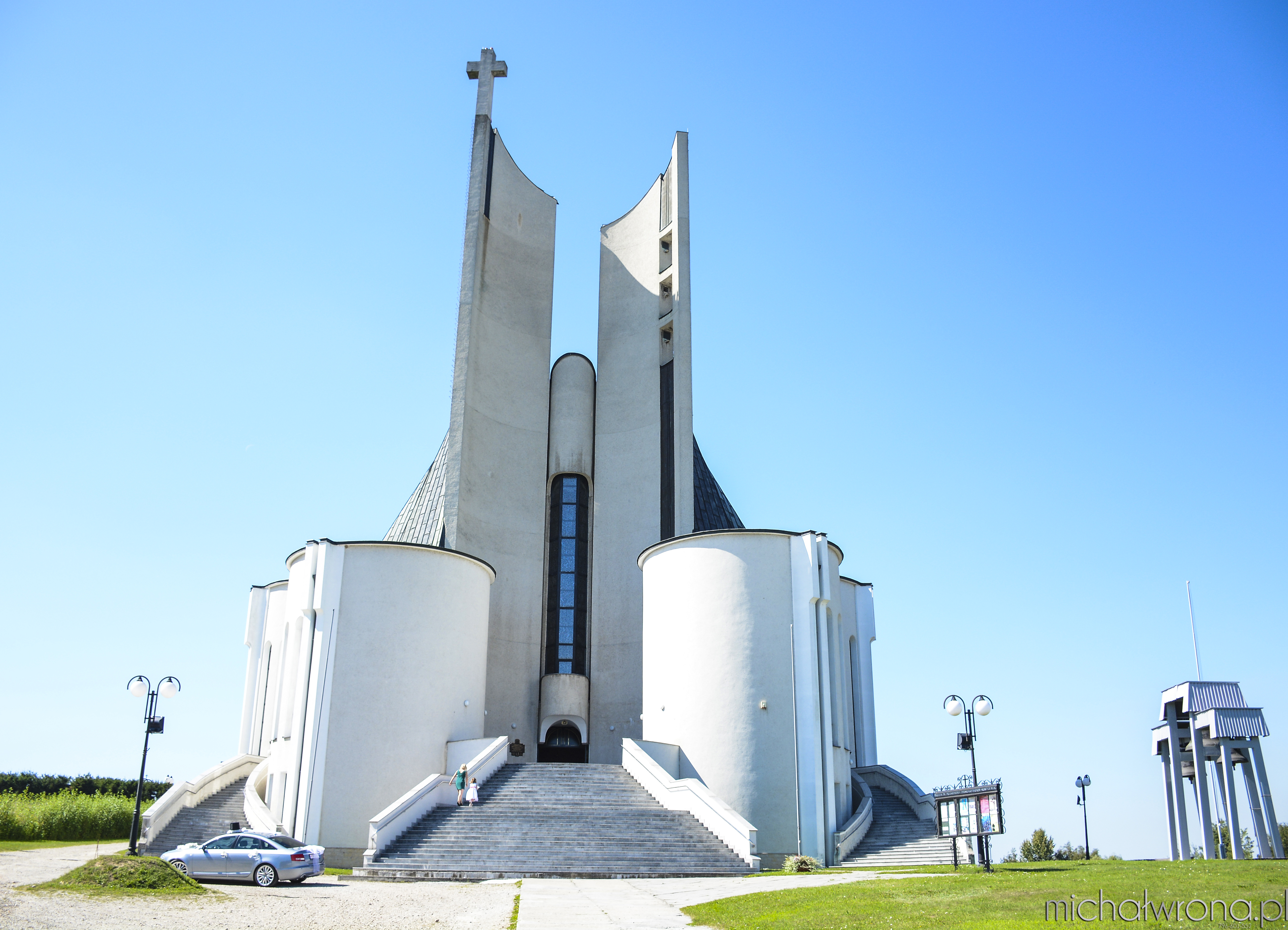
Kościół w Koszycach Wielkich

W 1972 roku ksiądz Stanisław Kędroń, rozpoczął w Koszycach Wielkich budowę domu mieszkalnego z garażem, którą ukończył w 1980 roku. Był to popularny w tamtych czasach sposób obejścia prawa, które nie pozwalało wznosić nowych świątyń. 26 kwietnia 1981 roku ksiądz dr Karol Dziubaczka odprawił pierwszą Mszę Świętą w garażu znajdującym się obok wspomnianego domu. 17 lipca 1981 powstała parafia pw. Przemienienia Pańskiego. W następnym roku wojewoda tarnowski wydał pozwolenie na budowę właściwego kościoła. Prace budowlane rozpoczęły się jesienią 1983 roku. 27 października 1994 roku poświęcono cmentarz parafialny.

## Osoby związane z miejscowością
- Anna Pieczarka – mieszkanka Koszyc Wielkich, samorządowiec, posłanka na Sejm IX kadencji